# 6 Heures du Nürburgring 2017
Navigation
Édition précédente
Les 6 Heures du Nürburgring 2017, disputées le 16 juillet 2017 sur le circuit du Nürburgring, à Nürburg, en Allemagne, sont la quatrième manche du championnat du monde d'endurance FIA 2017. La course est remportée par la Porsche 919 Hybrid no 2 pilotée par Timo Bernhard, Brendon Hartley et Earl Bamber.

## Circuit
Les 6 Heures du Nürburgring 2017 se déroulent sur le Nürburgring en Allemagne, et plus précisément sur le circuit Grand Prix. Le Nürburgring est un haut lieu de l'endurance automobile, ayant accueilli précédemment les 1 000 kilomètres du Nürburgring et accueillant toujours les 24 Heures du Nürburgring, course populaire où se mélangent des voitures de tous types et qui se déroule sur la Nordschleife, circuit qui englobe aussi le circuit Grand Prix. Il a de plus accueilli la Formule 1 ; il est donc très ancré dans la compétition automobile.

## Engagés

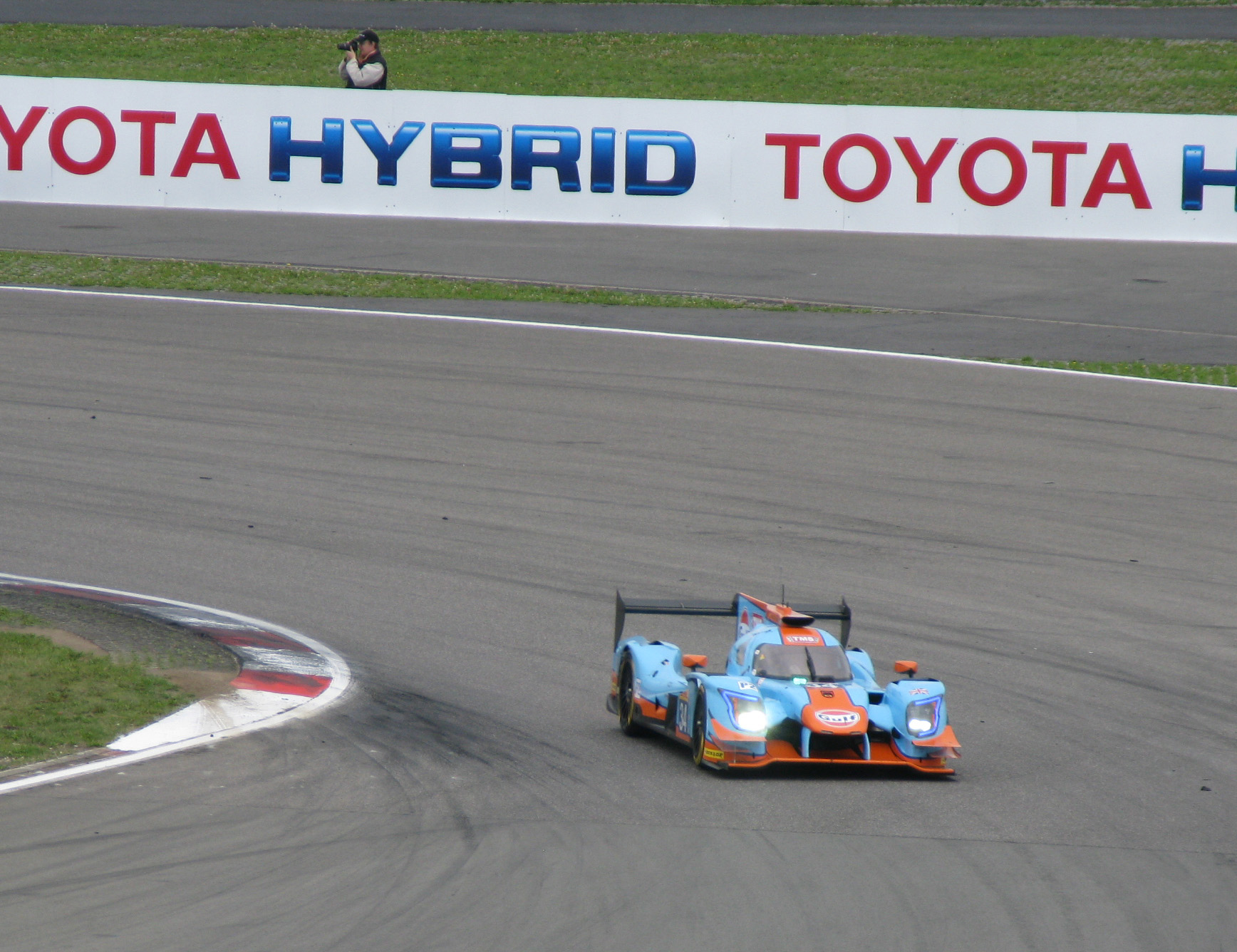
Ligier JS P217 n°34 du Tockwith Motorsport.

29 voitures ont pris part aux 6 heures du Nürburgring. Au plateau habituel s'ajoute, comme pour les 6 Heures de Spa-Francorchamps, la Ligier JS P217 n°34 du Tockwith Motorsport, portant à 11 le nombre d’engagés de la catégorie LMP2, très disputée.
D'un point de vue pilotes en LMP1, chez ByKolles, Marco Bonanomi figure encore aux côtés de Dominik Kraihamer et d'Oliver Webb.
Le conflit de dates entre la manche du Nürburgring et l’ePrix de New York a perturbé la catégorie LMP2, surtout chez Vaillante Rebellion. Le Brésilien Nelson Piquet Jr n'a pas pu être au volant de l’Oreca 07 n°13, remplacé par Pipo Derani, qui officiait chez Ford au Mans. Sur la n°31, Nicolas Prost a également été retenu aux Etats-Unis avec Renault et a été remplacé par Filipe Albuquerque, pensionnaire du United Autosports. Roberto Merhi a remplacé Jean-Éric Vergne sur l’Oreca n°24 de CEFC Manor TRS Racing. Pour finir avec la catégorie LMP2, chez G-Drive Racing, Alex Lynn sur l’Oreca n°26 est absent. Ben Hanley épaule donc Roman Rusinov et Pierre Thiriet.
Il y a peu de changement en LMGTE Pro si ce n’est le remplacement de Sam Bird par Toni Vilander sur la Ferrari 488 GTE n°71/AF Corse.
En LMGTE Am, Miguel Molina retrouve le volant de la Ferrari du Spirit Of Race, en compagnie de Thomas Flohr et Francesco Castellacci.
Concernant le LMGTE, un changement dans la balance de performance a été mis en place.

## Qualifications
L’Oreca 07 du G-Drive Racing est dépossédée de sa pole position à l’issue de la qualification en raison d'une irrégularité technique. En effet, la déformation du patin est supérieure à 5 mm. La n°26 pourra donc élancer seulement du fond de la grille, sachant qu’elle devra également marquer un stop & go de 3 minutes à la suite de la pénalité qui lui a été infligée aux 24 Heures du Mans 2017.
C’est finalement l’Oreca 07 du Jackie Chan DC Racing de Thomas Laurent, Ho-Pin Tung et Oliver Jarvis qui s’élance depuis la pole position en LMP2 avec à ses côtés l’Oreca 07 du Vaillante Rebellion n°31.

## La course

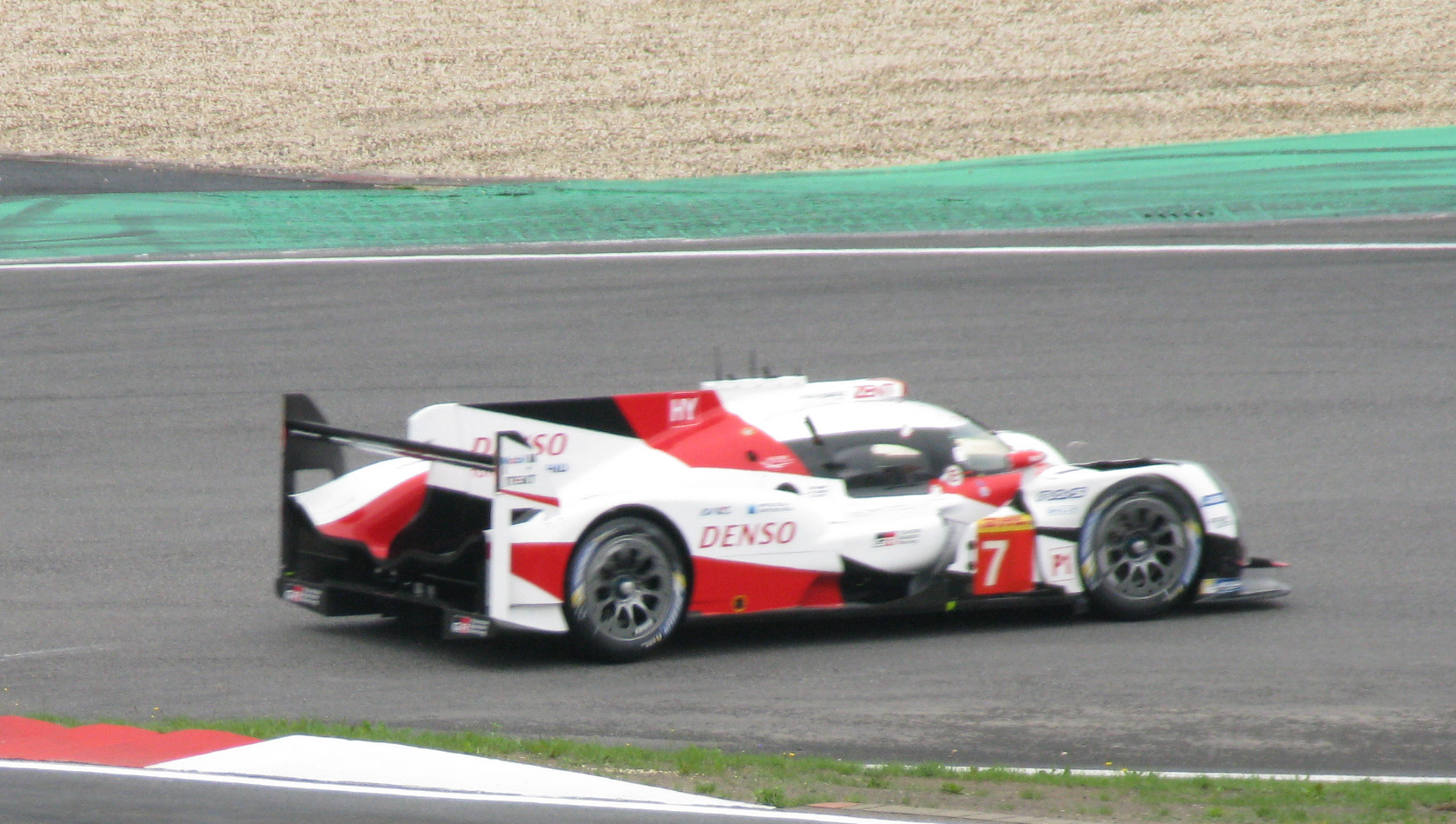
Toyota TS050 Hybrid WEC Nürburgring 2017

Après avoir mené les 4 dernières heures des 6 Heures du Nürburgring, la Porsche 919 Hybrid n°2 franchit la ligne d’arrivée en première position, devant la voiture sœur, la n°1. Porsche a connu une course sans soucis majeur. Du côté de Toyota, alors que les voitures entamaient leur tour de formation, la n°8 a vite perdu de la vitesse et s’est retrouvée au ralenti sur le circuit. Réussissant à rejoindre son stand tant bien que mal, les mécaniciens du Gazoo Racing ont pu changer la pièce défaillante, à savoir la pompe à essence. Pendant ce temps, la n°7, qui avait pris un bon départ, s'était installée en tête avec Kamui Kobayashi à son volant, mais toujours sous le menace des Porsche. Dès que José-Maria Lopez a pris le volant, son manque d’expérience en prototypes s’est ressenti et la Toyota a été passée par les deux Porsche. La Toyota n°7 a continué sa course avec un bon rythme, mais insuffisant pour espérer dépasser les Porsche et ainsi décrocher la victoire. La n°7 devra donc se contenter d’une troisième place. La n°8, après être remontée à la hauteur des trois LMP1 de tête, n'a pu combler l’écart avec ces voitures. La Toyota TS050 Hybrid n°8 termine donc quatrième.

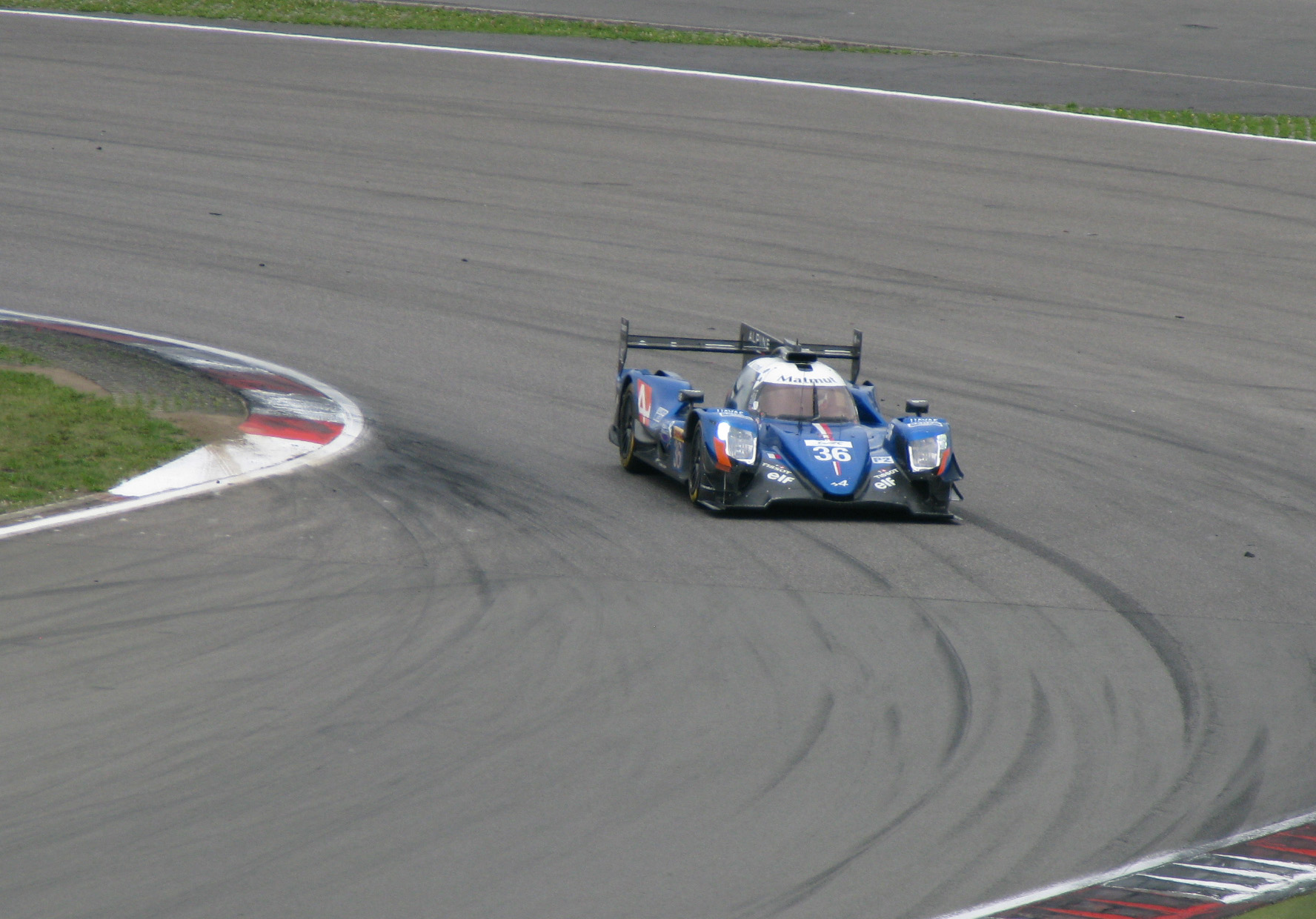
Alpine A470 WEC Nürburgring 2017

En LMP2, la lutte aura duré toute la course. Après avoir remporté les 6 Heures de Silverstone et les 24 Heures du Mans, l’Oreca n°38 de Oliver Jarvis, Ho-Pin Tung et Thomas Laurent s'impose. Après être partie de la pole position de sa catégorie, l’Oreca 07 réalise une course lui permettant de s’imposer une troisième fois en 4 courses. Le prototype de l’équipe chinoise devance l’Oreca n°31 de Vaillante Rebellion et l’Alpine n°36. Les Oreca n°31 et la n°13 de Vaillante Rebellion auraient elles aussi pu prétendre à la victoire. Après avoir pris la tête de la catégorie dès le début de la course, les deux Oreca suisses se sont vues devancées par la n°38. La quatrième place revient à la n°13, après une belle bataille avec l’Alpine n°36 et l’Oreca n°37. L’Oreca n°37 de David Cheng, Tristan Gommendy et Alex Brundle termine une place derrière la Vaillante Rebellion n°13. Plusieurs voitures en LMP2 connaissent des problèmes, notammen l’Oreca du G-Drive Racing et la n°24 du CEFC Manor TRS Racing. Les deux voitures ont vu leurs chances de victoire être anéanties par des pénalités. La n°26 avait tout d’abord été pénalisée de 3 minutes à l’issue de la précédente course, les 24 Heures du Mans, et après avoir réalisé la pole position hier, a été déclassée pour irrégularité technique. Du côté du CEFC Manor TRS Racing, la n°24 avait reçu une pénalité de 7 minutes après les essais libres. L’Alpine n°35, victime d’un problème technique, terminera dernière avec près de 143 tours de retard, et la Ligier n°34 de Tockwith Motorsports sera victime d’un problème d’embrayage.

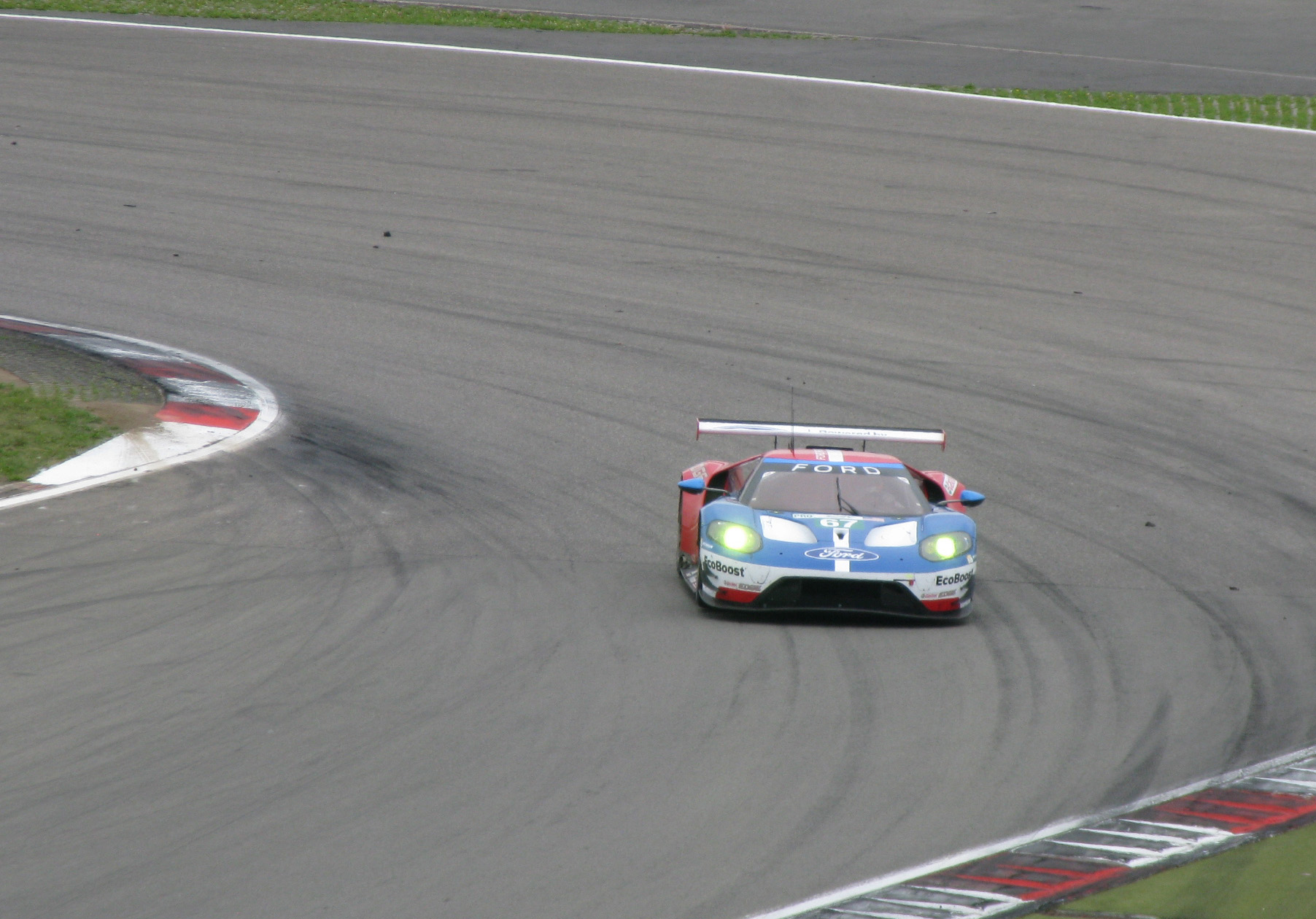
Ford GT WEC Nürburgring 2017.

Du côté des LMGTE Pro, malgré la bonne performance des nouvelles Porsche 911 RSR, James Calado, Alessandro Pier Guidi et leur Ferrari n°51 se sont imposés. Ils devancent les Porsche 911 n°91 et n°92 qui terminent 2ème et 3ème. Après un début de course solide, où elles ont même occupé la 1ère place, les Aston Martin Vantage ne sont pas parvenues à monter sur le podium de la catégorie. Les deux GT anglaises terminent 4ème et 7ème. Une BoP défavorable, dont les pilotes se sont beaucoup plaints pendant la course, aura privé les Ford GT de tout espoir de victoire, voir de tout espoir de podium. Les deux Ford GT engagées par le Chip Ganassi Racing terminent donc 5ème et 6ème. La seconde Ferrari d’AF Corse connaîtra un problème au niveau de la boite de vitesses, qui lui fera perdre près de 6 minutes dans son box. La Ferrari n°71 a franchi la ligne d’arrivée en 8ème position, avec 5 tours de retard sur le leader de la catégorie.
En LMGTE Am, Christian Ried, Matteo Cairoli et Marvin Dienst auront été constants durant toute la course, ce qui leur permet de s’imposer, ce qui porte à 4 le nombre de vainqueurs différents en 4 courses. Les pilotes de la Porsche n°77 devancent de quelques secondes la Ferrari n°54. La 3ème place revient à l’Aston Martin Vantage n°98 de Paul Dalla Lana, Pedro Lamy et Mathias Lauda. La Ferrari n°61 et la Porsche n°86 terminent en 4ème et 5ème positions.

## Résultat
Voici le classement officiel au terme de la course.
- Les premiers de chaque catégorie du championnat du monde sont signalés par un fond jaune.
- Pour la colonne Pneus, il faut passer le curseur au-dessus du modèle pour connaître le manufacturier de pneumatiques.

| Pos | Classe    | no | Équipe                    | Pilotes                                              | Châssis                       | Pneus | Tours | Temps               |
| Pos | Classe    | no | Équipe                    | Pilotes                                              | Moteur                        | Pneus | Tours | Temps               |
| --- | --------- | -- | ------------------------- | ---------------------------------------------------- | ----------------------------- | ----- | ----- | ------------------- |
| 1   | LMP1      | 2  | Porsche LMP Team          | Timo Bernhard Earl Bamber Brendon Hartley            | Porsche 919 Hybrid            | M     | 204   | 6 h 00 min 09 s 607 |
| 1   | LMP1      | 2  | Porsche LMP Team          | Timo Bernhard Earl Bamber Brendon Hartley            | Porsche 2.0 L Turbo V4        | M     | 204   | 6 h 00 min 09 s 607 |
| 2   | LMP1      | 1  | Porsche LMP Team          | Neel Jani Nick Tandy André Lotterer                  | Porsche 919 Hybrid            | M     | 204   | +1 s 606            |
| 2   | LMP1      | 1  | Porsche LMP Team          | Neel Jani Nick Tandy André Lotterer                  | Porsche 2.0 L Turbo V4        | M     | 204   | +1 s 606            |
| 3   | LMP1      | 7  | Toyota Gazoo Racing       | Mike Conway Kamui Kobayashi José María López         | Toyota TS050 Hybrid           | M     | 204   | +1 min 04 s 768     |
| 3   | LMP1      | 7  | Toyota Gazoo Racing       | Mike Conway Kamui Kobayashi José María López         | Toyota 2.4 L Turbo V6         | M     | 204   | +1 min 04 s 768     |
| 4   | LMP1      | 8  | Toyota Gazoo Racing       | Anthony Davidson Sébastien Buemi Kazuki Nakajima     | Toyota TS050 Hybrid           | M     | 199   | +5 tours            |
| 4   | LMP1      | 8  | Toyota Gazoo Racing       | Anthony Davidson Sébastien Buemi Kazuki Nakajima     | Toyota 2.4 L Turbo V6         | M     | 199   | +5 tours            |
| 5   | LMP2      | 38 | Jackie Chan DC Racing     | Ho-Pin Tung Oliver Jarvis Thomas Laurent             | Oreca 07                      | D     | 191   | +13 tours           |
| 5   | LMP2      | 38 | Jackie Chan DC Racing     | Ho-Pin Tung Oliver Jarvis Thomas Laurent             | Gibson GK428 4.2 L V8         | D     | 191   | +13 tours           |
| 6   | LMP2      | 31 | Vaillante Rebellion       | Julien Canal Filipe Albuquerque Bruno Senna          | Oreca 07                      | D     | 190   | +14 tours           |
| 6   | LMP2      | 31 | Vaillante Rebellion       | Julien Canal Filipe Albuquerque Bruno Senna          | Gibson GK428 4.2 L V8         | D     | 190   | +14 tours           |
| 7   | LMP2      | 36 | Signatech Alpine Matmut   | Nicolas Lapierre Gustavo Menezes Matthew Rao         | Alpine A470                   | D     | 190   | +14 tours           |
| 7   | LMP2      | 36 | Signatech Alpine Matmut   | Nicolas Lapierre Gustavo Menezes Matthew Rao         | Gibson GK428 4.2 L V8         | D     | 190   | +14 tours           |
| 8   | LMP2      | 13 | Vaillante Rebellion       | Mathias Beche David Heinemeier Hansson Pipo Derani   | Oreca 07                      | D     | 190   | +14 tours           |
| 8   | LMP2      | 13 | Vaillante Rebellion       | Mathias Beche David Heinemeier Hansson Pipo Derani   | Gibson GK428 4.2 L V8         | D     | 190   | +14 tours           |
| 9   | LMP2      | 37 | Jackie Chan DC Racing     | David Cheng Alex Brundle Tristan Gommendy            | Oreca 07                      | D     | 189   | +15 tours           |
| 9   | LMP2      | 37 | Jackie Chan DC Racing     | David Cheng Alex Brundle Tristan Gommendy            | Gibson GK428 4.2 L V8         | D     | 189   | +15 tours           |
| 10  | LMP2      | 26 | G-Drive Racing            | Roman Rusinov Pierre Thiriet Ben Hanley              | Oreca 07                      | D     | 188   | +16 tours           |
| 10  | LMP2      | 26 | G-Drive Racing            | Roman Rusinov Pierre Thiriet Ben Hanley              | Gibson GK428 4.2 L V8         | D     | 188   | +16 tours           |
| 11  | LMP2      | 25 | CEFC Manor TRS Racing     | Roberto González Simon Trummer Vitaly Petrov         | Oreca 07                      | D     | 188   | +16 tours           |
| 11  | LMP2      | 25 | CEFC Manor TRS Racing     | Roberto González Simon Trummer Vitaly Petrov         | Gibson GK428 4.2 L V8         | D     | 188   | +16 tours           |
| 12  | LMP2      | 28 | TDS Racing                | François Perrodo Matthieu Vaxiviere Emmanuel Collard | Oreca 07                      | D     | 188   | +16 tours           |
| 12  | LMP2      | 28 | TDS Racing                | François Perrodo Matthieu Vaxiviere Emmanuel Collard | Gibson GK428 4.2 L V8         | D     | 188   | +16 tours           |
| 13  | LMP2      | 24 | CEFC Manor TRS Racing     | Tor Graves Jonathan Hirschi Roberto Merhi            | Oreca 07                      | D     | 183   | +21 tours           |
| 13  | LMP2      | 24 | CEFC Manor TRS Racing     | Tor Graves Jonathan Hirschi Roberto Merhi            | Gibson GK428 4.2 L V8         | D     | 183   | +21 tours           |
| 14  | LMP1      | 4  | ByKolles Racing           | Oliver Webb Dominik Kraihamer Marco Bonanomi         | ENSO CLM P1/01                | M     | 182   | +22 tours           |
| 14  | LMP1      | 4  | ByKolles Racing           | Oliver Webb Dominik Kraihamer Marco Bonanomi         | Nismo VRX30A 3.0 L Turbo V6   | M     | 182   | +22 tours           |
| 15  | LMGTE Pro | 51 | AF Corse                  | James Calado Alessandro Pier Guidi                   | Ferrari 488 GTE               | M     | 179   | +25 tours           |
| 15  | LMGTE Pro | 51 | AF Corse                  | James Calado Alessandro Pier Guidi                   | Ferrari F154CB 3.9 L Turbo V8 | M     | 179   | +25 tours           |
| 16  | LMGTE Pro | 91 | Porsche GT Team           | Richard Lietz Frédéric Makowiecki                    | Porsche 911 RSR               | M     | 179   | +25 tours           |
| 16  | LMGTE Pro | 91 | Porsche GT Team           | Richard Lietz Frédéric Makowiecki                    | Porsche 4.0 L Flat-6          | M     | 179   | +25 tours           |
| 17  | LMGTE Pro | 92 | Porsche GT Team           | Michael Christensen Kévin Estre                      | Porsche 911 RSR               | M     | 179   | +25 tours           |
| 17  | LMGTE Pro | 92 | Porsche GT Team           | Michael Christensen Kévin Estre                      | Porsche 4.0 L Flat-6          | M     | 179   | +25 tours           |
| 18  | LMGTE Pro | 95 | Aston Martin Racing       | Nicki Thiim Marco Sørensen                           | Aston Martin V8 Vantage GTE   | D     | 178   | +26 tours           |
| 18  | LMGTE Pro | 95 | Aston Martin Racing       | Nicki Thiim Marco Sørensen                           | Aston Martin 4.5 L V8         | D     | 178   | +26 tours           |
| 19  | LMGTE Pro | 67 | Ford Chip Ganassi Team UK | Andy Priaulx Harry Tincknell                         | Ford GT                       | M     | 178   | +26 tours           |
| 19  | LMGTE Pro | 67 | Ford Chip Ganassi Team UK | Andy Priaulx Harry Tincknell                         | Ford EcoBoost 3.5 L Turbo V6  | M     | 178   | +26 tours           |
| 20  | LMGTE Pro | 66 | Ford Chip Ganassi Team UK | Stefan Mücke Olivier Pla                             | Ford GT                       | M     | 178   | +26 tours           |
| 20  | LMGTE Pro | 66 | Ford Chip Ganassi Team UK | Stefan Mücke Olivier Pla                             | Ford EcoBoost 3.5 L Turbo V6  | M     | 178   | +26 tours           |
| 21  | LMGTE Pro | 97 | Aston Martin Racing       | Darren Turner Jonathan Adam Daniel Serra             | Aston Martin V8 Vantage GTE   | D     | 177   | +27 tours           |
| 21  | LMGTE Pro | 97 | Aston Martin Racing       | Darren Turner Jonathan Adam Daniel Serra             | Aston Martin 4.5 L V8         | D     | 177   | +27 tours           |
| 22  | LMGTE Am  | 77 | Dempsey-Proton Racing     | Christian Ried Matteo Cairoli Marvin Dienst (de)     | Porsche 911 RSR (991)         | D     | 175   | +29 tours           |
| 22  | LMGTE Am  | 77 | Dempsey-Proton Racing     | Christian Ried Matteo Cairoli Marvin Dienst (de)     | Porsche 4.0 L Flat-6          | D     | 175   | +29 tours           |
| 23  | LMGTE Am  | 54 | Spirit of Race            | Thomas Flohr Francesco Castellacci Miguel Molina     | Ferrari 488 GTE               | M     | 175   | +29 tours           |
| 23  | LMGTE Am  | 54 | Spirit of Race            | Thomas Flohr Francesco Castellacci Miguel Molina     | Ferrari F154CB 3.9 L Turbo V8 | M     | 175   | +29 tours           |
| 24  | LMGTE Am  | 98 | Aston Martin Racing       | Paul Dalla Lana Pedro Lamy Mathias Lauda             | Aston Martin V8 Vantage GTE   | D     | 174   | +30 tours           |
| 24  | LMGTE Am  | 98 | Aston Martin Racing       | Paul Dalla Lana Pedro Lamy Mathias Lauda             | Aston Martin 4.5 L V8         | D     | 174   | +30 tours           |
| 25  | LMGTE Pro | 71 | AF Corse                  | Davide Rigon Toni Vilander                           | Ferrari 488 GTE               | M     | 174   | +30 tours           |
| 25  | LMGTE Pro | 71 | AF Corse                  | Davide Rigon Toni Vilander                           | Ferrari F154CB 3.9 L Turbo V8 | M     | 174   | +30 tours           |
| 26  | LMGTE Am  | 61 | Clearwater Racing         | Weng Sun Mok Keita Sawa Matt Griffin                 | Ferrari 488 GTE               | M     | 173   | +31 tours           |
| 26  | LMGTE Am  | 61 | Clearwater Racing         | Weng Sun Mok Keita Sawa Matt Griffin                 | Ferrari F154CB 3.9 L Turbo V8 | M     | 173   | +31 tours           |
| 27  | LMGTE Am  | 86 | Gulf Racing               | Michael Wainwright Ben Barker Nick Foster            | Porsche 911 RSR (991)         | D     | 173   | +31 tours           |
| 27  | LMGTE Am  | 86 | Gulf Racing               | Michael Wainwright Ben Barker Nick Foster            | Porsche 4.0 L Flat-6          | D     | 173   | +31 tours           |
| Abd | LMP2      | 34 | Tockwith Motorsports      | Nigel Moore Philip Hanson                            | Ligier JS P217                | D     | 112   |                     |
| Abd | LMP2      | 34 | Tockwith Motorsports      | Nigel Moore Philip Hanson                            | Gibson GK428 4.2 L V8         | D     | 112   |                     |
| Abd | LMP2      | 35 | Signatech Alpine Matmut   | Pierre Ragues André Negrão Nelson Panciatici         | Alpine A470                   | D     | 61    |                     |
| Abd | LMP2      | 35 | Signatech Alpine Matmut   | Pierre Ragues André Negrão Nelson Panciatici         | Gibson GK428 4.2 L V8         | D     | 61    |                     |

## Après-course

### Catégorie LMP1
Le Toyota Gazoo Racing a porté réclamation contre Porsche LMP Team à l’issue de la course et plus précisément contre les deux Porsche 919 Hybrid pour un nettoyage de rétroviseurs durant un ravitaillement. La réclamation a été rejetée par les officiels.
Le kit ‘faible appui’ ne sera plus utilisé sur les manches restantes du Championnat du Monde d’Endurance de la FIA par le Toyota Gazoo Racing. Les circuits empruntés sont pas propices au kit en place aux 24 Heures du Mans. Porsche doit en faire de même si Fuji pourrait connaître un retour de ce kit’.
Bart Hayden a pris plus de responsabilités ce week-end au sein de Vaillante Rebellion. En effet, à la suite de l'exclusion d'une des voitures aux 24 heures du Mans pour une modification sur la carrosserie, deux membres de l’équipe ont été suspendus en interne.

### Catégorie LMP2
Deux nouveaux châssis Oreca 07 roulent ce week-end au Nürburgring avec la n°26 du G-Drive Racing et la n°28 du TDS Racing. Toutefois, le G-Drive Racing a repris possession du châssis utilisé en début de saison, celui-ci étant livré ici-même par ORECA.

### Catégorie GTE Pro
La remplaçante de l’Aston Martin Vantage GTE est appelée à rouler dans le courant de l’été. La BMW M8 GTE a déjà pris la piste avec MTEK.
Présent dans le paddock du Nürburgring, Julien Schell, du Pegasus Racing prépare son retour en European Le Mans Series dans la catégorie LM P3 en 2018.